# Степанов, Николай Степанович
Николай Степанович Степанов (1914 — 12 апреля 1945) — сапёр 40-го отдельного сапёрного батальона (46-я стрелковая дивизия, 2-я ударная армия, 2-й Белорусский фронт) ефрейтор, участник войны с Финляндией 1939—1940 года, Великой Отечественной войны, кавалер ордена Славы трёх степеней.

## Биография
Родился в 1914 году в деревне Погорелое Порховского уезда Псковской губернии (ныне — Дедовичского района ныне Псковской области) в семье крестьянина. Русский. В 1936—1940 годах проходил службу в Красной Армии, участвовал в войне с Финляндией 1939—1940 года. После увольнения в запас вернулся домой, работал на льнозаводе.
В июне 1941 года был вновь призван в армию Дедовическим райвоенкоматом. С того же времени участвовал в боях с захватчиками, защищал Ленинград. К осени 1943 года имел два лёгких ранения, воевал сапёром 40-го отдельного сапёрного батальона 46-й стрелковой дивизии.
С октября 1942 года до января 1944 года дивизия одновременно держала оборону как по правому берегу Невы, так и по левому в районе Невской Дубровки — на легендарном Невском пятачке. В этих боях сапёр Степанов неоднократно отличился, обеспечивая работу разведчиков и наступательные действия пехоты, заслужил первые боевые награды.
В начале ноября 1943 года, выполняя задание командования, под огнём противника подорвал заряды и сделал проходы в проволочных заграждениях — награждён медалью «За боевые заслуги» (был представлен к медали «За отвагу»). 29 декабря 1943 года, выполняя задание командования, скрытно заложил заряды и подорвал проволочное заграждение в глубине обороны противника. За выполнение этого задания награждён медалью «За отвагу». Член ВКП(б) с 1944 года.
В январе-феврале 1944 года дивизия участвовала в Новгородско-Лужской операции, участвовала в освобождении города Луга, за что получила почётное наименование «Лужская». В апреле 1944 года дивизия была выведена в резерв фронта и в июне была переброшена на Карельский перешеек, где участвовала в Выборгской наступательной операции.
28-29 июня 1944 года в течение двух ночей в районе севернее города Выборг красноармеец Степанов, заменив выбывшего из строя командира взвода, принял на себя командование одной из разведгрупп. Проник с группой разведчиков в тыл врага. Разведчики установили местонахождение инженерных сооружений и заграждений противника. С наступлением 340-го стрелкового полка группой сапёров-разградителей быстро разминировал проходы для танков и пехоты, обеспечив непрерывное преследование врага нашими частями. Был представлен к награждению орденом Красной Звезды.
Приказом по частям 46-й стрелковой дивизии от 2 июля 1944 года (№ 58/н) красноармеец Степанов Николай Степанович награждён орденом Славы 3-й степени.
В августе 1944 года дивизия была переброшена под город Гдов, затем в район города Пярну (Эстония). В том же месяце в составе 2-й ударной армии участвовала в Таллинской наступательной операции, освобождении Эстонии.
21 сентября 1944 года на подступах к городу Пылтсамаа (уезд Йыгевамаа, Эстония) ефрейтор Степанов во главе группы сапёров разведал брод через реку Пала. Под огнём противника снял 15 противотанковых мин, из которых 3 были установлены в воде. Через данный брод срочно переправлены танки, боеприпасы и продовольствие для 340-го стрелкового полка. Был снова представлен к награждению орденом Красной Звезды.
Приказом по войскам 2-й ударной армии от 24 октября 1944 года (№ 152/н) ефрейтор Степанов Николай Степанович награждён орденом Славы 2-й степени.
В октябре 1944 года дивизия была переброшена на 2-й Белорусский фронт и с середины января 1944 года участвовала в Восточно-Прусской операции.
11-12 января 1945 года при постройке моста через реку Пелта ефрейтор Степанов, действуя под огнём противника, проявил исключительную выдержку. В ночь на 14 января перед прорывом обороны с Наревского плацдарма в районе деревни Глодово (севернее города Пултуск, Мазовецкое воеводство, Польша) в составе группы сапёров под ружейно-пулемётным огнём противника проделал проходы в его проволочных заграждениях, содействуя прорыву сильно укреплённой обороны неприятеля. Был третий раз представлен к награждению орденом Красной Звезды. Командиром дивизии статус награды был изменён.
Указом Президиума Верховного Совета СССР от 24 марта 1945 года ефрейтор Степанов Николай Степанович награждён орденом Славы 1-й степени. Стал полным кавалером ордена Славы.
12 апреля 1945 года в городе Руммельсбург (ныне — Мястко, Поморское воеводство, Польша) ефрейтор Степанов погиб.

## Награды
- Полный кавалер ордена Славы:
  - орден Славы I степени (24.03.1945)[4];
  - орден Славы II степени (24.10.1944)[5];
  - орден Славы III степени (02.07.1944)[6];
- медали, в том числе:
  - «За отвагу» (29.12.1943)[7];
  - «За боевые заслуги» (11.11.1943)[7];
  - «За оборону Ленинграда» (1.5.1944)

## Память
- На могиле установлен надгробный памятник
- Его имя увековечено в Главном Храме Вооружённых сил России, и навсегда запечатлено на мемориале «Дорога памяти»